# Tavole Palatine

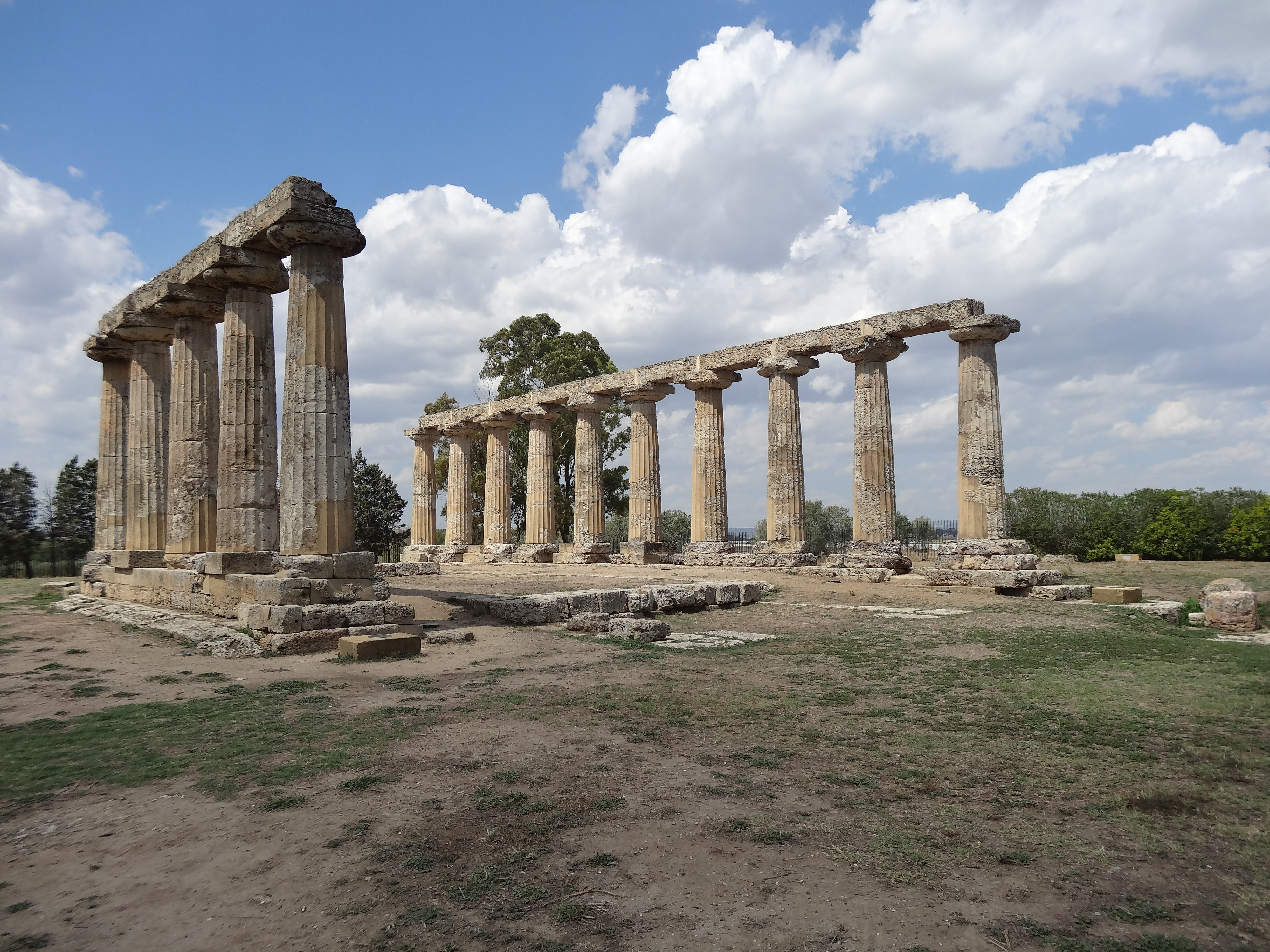
Restos del templo de Hera del siglo VI a. C.

Las Tavole Palatine (Tablas Palatinas) son los restos de un templo griego períptero hexástilo del siglo VI a. C., dedicado a la diosa Hera y al dios Apolo. El templo, situado cerca del río Bradano, en el sur de Italia, formaba parte de un santuario campestre y son visibles restos del muro del témenos y de un altar muy antiguo.

## Historia
Los restos se encuentran en la zona arqueológica de Metaponto, en el último de los Givoni, antiguos bancos de arena cerca de la orilla derecha del río Bradano, construidos sobre los restos de un poblado neolítico en la carretera prehistórica de Siris-Heraclea, a unos tres kilómetros de la antigua ciudad de Metaponto.
El templo, restaurado en 1961, se atribuyó inicialmente al culto de la diosa Atenea,  pero un fragmento de vaso encontrado en el transcurso de las excavaciones arqueológicas de 1926 resultó ser un exvoto dedicado a la diosa Hera, lo que demuestra que esta era la patrona del santuario.
Hasta el siglo XIX, las Tavole Palatine también se conocían localmente como Mensole Palatine (Estanterías Palatinas) o Colonne Palatine (Columnas Palatinas), probablemente en referencia a las luchas de los paladines franceses contra los sarracenos. El templo se llamaba también Scuola di Pitagora (Escuela de Pitágoras) en memoria del gran filósofo Pitágoras. En la Edad Media también se llamó Mensae Imperatoris (Tablas del Emperador), probablemente en referencia al emperador del Sacro Imperio Otón II, que acampó en Metaponto durante su expedición contra los sarracenos en 982.

## Descripción

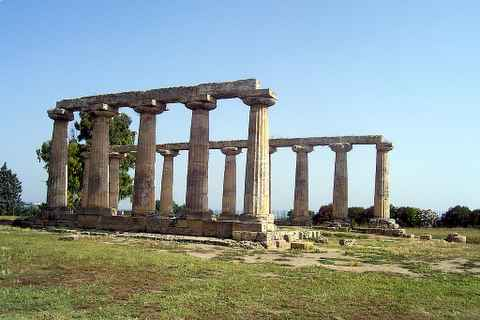
Restos del períptero central y del estilóbato.

El templo estaba compuesto por una naos central, precedida por un pronaos y con un ádyton en la parte posterior. Se conservan quince columnas con veinte fustes y capiteles dóricos. De estas quince columnas, diez están en el lado norte y cinco en el lado sur. Originalmente, había treinta y dos columnas, ya que el templo tenía una perístasis de doce columnas en cada lado largo y seis en cada lado corto. El estilóbato medía 34,29 m de largo y 13,66 m de ancho, y la naos 17,79 m × 8,68 m. El templo está muy deteriorado porque se construyó con piedra caliza local (el llamado mazzarro). En el siglo V a. C., el templo tenía un tejado con decoración multicolor de tradición jónica, con prótomos leoninos y gárgolas.
Durante las excavaciones de 1926 se encontraron cerca del templo numerosos restos de decoración en terracota, estatuillas y cerámica, así como fragmentos de columnas de menor tamaño, que se conservan en el Museo Arqueológico Nacional de Metaponto.